# Introducing Wayne Shorter
Introducing Wayne Shorter — дебютний студійний альбом американського джазового саксофоніста Вейна Шортера, випущений у 1960 році лейблом Vee-Jay.

## Опис
Ця сесія для лейблу Vee Jay була дебютною для тенор-саксофоніста Вейна Шортера як соліста, і через свій молодий вік, Шортер ще був досить далеким до свого власного звучання. Він грає разом з трубачем Лі Морганом, піаністом Вінтоном Келлі, басистом Полом Чемберсом і ударником Джиммі Коббом шість композицій (п'ять з яких були написані Шортером). Шортер незадовго до запису приєднався до гурту The Jazz Messengers Арта Блейкі. Альбом містить лише один стандарт, свінгову версію «Mack The Knife».
Композиції «Harry's Last Stand»/«Black Diamond» були випущені на синглі (VJ 363) у 1960 році.

## Список композицій
1. «Blues a la Carte» (Вейн Шортер) — 5:41
2. «Harry's Last Stand» (Вейн Шортер) — 4:59
3. «Down in the Depths» (Вейн Шортер) — 10:18
4. «Pug Nose» (Вейн Шортер) — 6:55
5. «Black Diamond» (Вейн Шортер) — 7:44
6. «Mack the Knife» (Курт Вайль, Марк Блітцстайн) — 4:27

## Учасники запису
- Лі Морган — труба
- Вейн Шортер — тенор-саксофон
- Вінтон Келлі — фортепіано
- Пол Чемберс — контрабас
- Джиммі Кобб — ударні

Технічний персонал
- Сід Маккой — продюсер
- Барбара Дж. Гарднер — текст